# كهف كورجازاك
كهف كورجازاك (بالروسية: Кургазакская пещера) هو كهف في جبال الأورال، في وادي نهر آي. تقع في إقليم تشيليابينسك، روسيا، وبين القرى أوبلاست تشيليابنسك هي نصب تذكاري طبيعي.

## معرض الصور

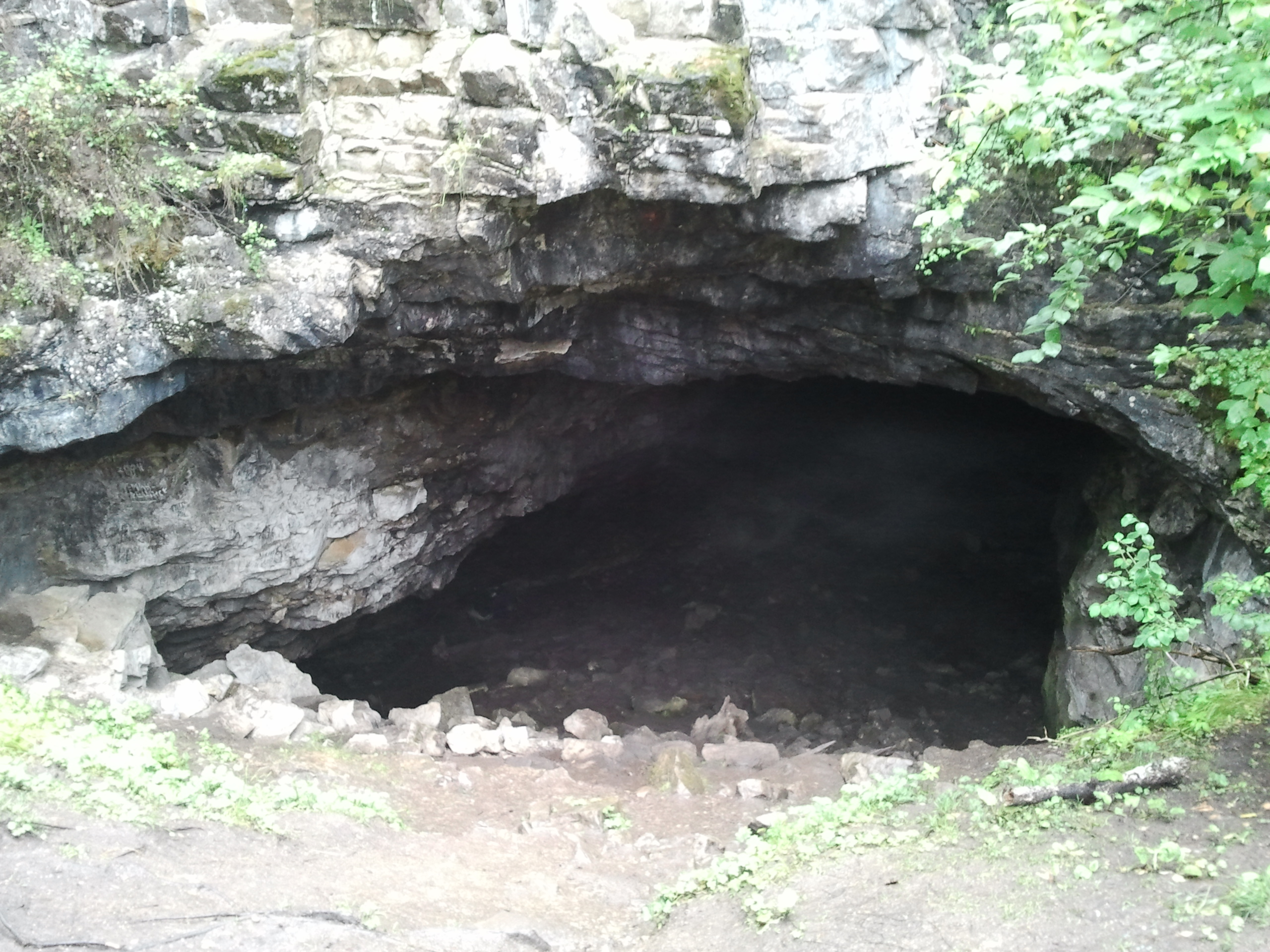
كهف كورجازاك
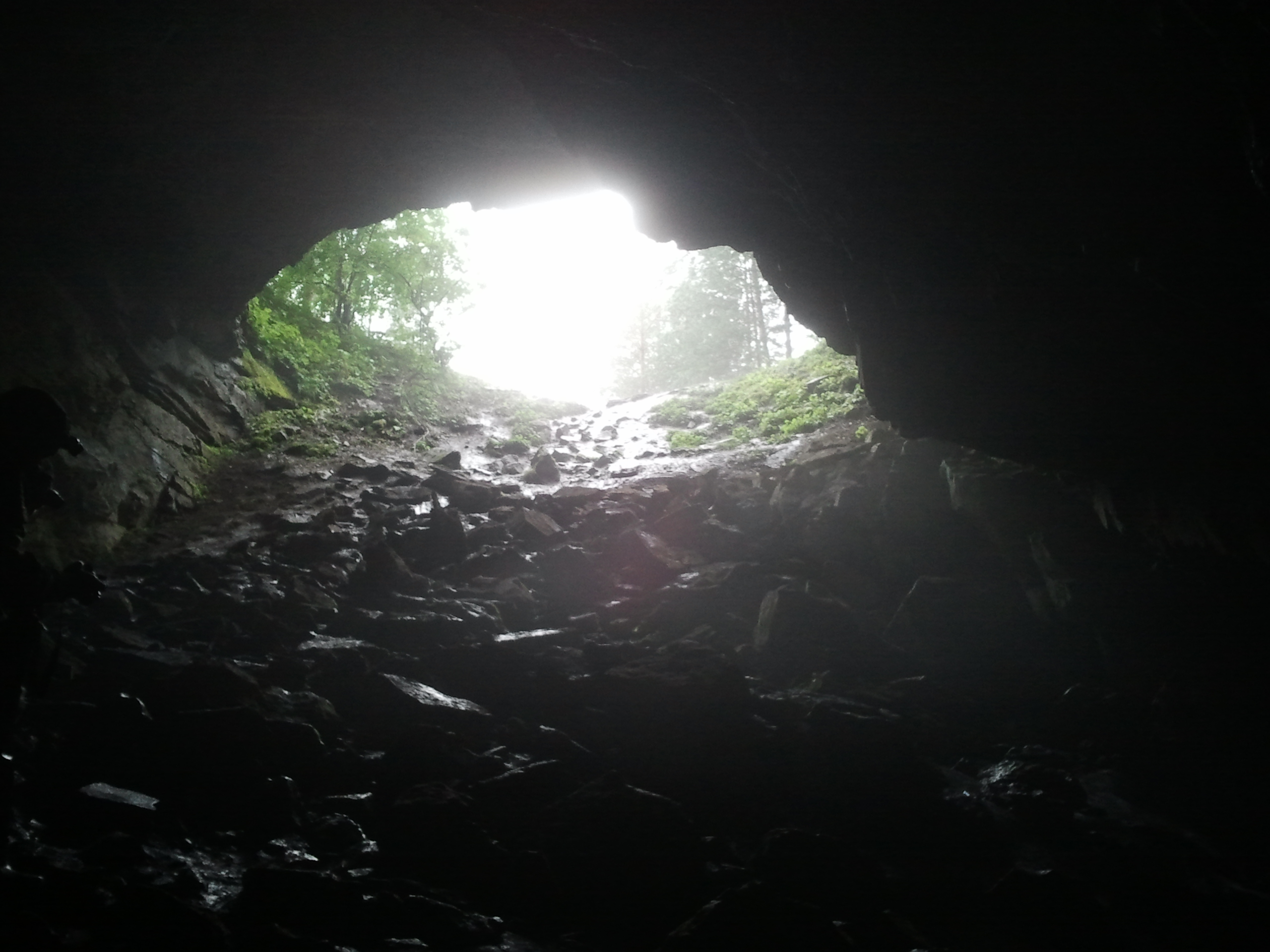
داخل كهف كورجازاك